# Ministre de la Sécurité publique (Irlande du Nord)
Le Ministre de la Sécurité publique (Minister of Public Security) était membre du comité exécutif du Conseil privé d'Irlande du Nord (Cabinet) au Parlement d'Irlande du Nord de 1940 à 1944.
| #  | Nom             | Mandat           | Premier Ministre   | Parti | Parti                     |
| -- | --------------- | ---------------- | ------------------ | ----- | ------------------------- |
| 1. | John MacDermott | 25 juin 1940     | Craigavon, Andrews |       | Ulster Unionist           |
| 2. | William Grant   | 10 novembre 1941 | Andrews            |       | Ulster Unionist           |
| 3. | Harry Midgley   | 6 mai 1943       | Brooke             |       | Commonwealth Labour Party |

## Secrétaire parlementaire du ministère de la Sécurité publique
- 1941 – 1943 Brian Maginess

Office aboli en 1943